# Maćkauskija Pasieki
Mackauskija Pasieki (biał. Мацькаўскія Пасекі, ros. Матьковские Пасеки, Mat´kowskije Pasieki) – wieś na Białorusi, w obwodzie mińskim, w rejonie wilejskim, w sielsowiecie Ilia. W 2019 liczyła 2 mieszkańców.